# Antoine Banier
Pour les articles homonymes, voir Banier.
Antoine Banier, né en 1673 à Dallet en Auvergne et mort à Paris en 1741, est un homme d’Église, mythographe et traducteur français.

## Biographie
L'abbé Banier est connu tant pour sa traduction des Métamorphoses d'Ovide, qui fut longtemps populaire, que pour ses recherches sur les fables de l'antiquité grecque et latine. Publié initialement en 1711, puis plusieurs fois remanié et augmenté, son grand ouvrage d'interprétation historique de la mythologie est fortement empreint d'évhémérisme et ne fait plus guère référence aujourd’hui, mais il fut accueilli en son temps avec beaucoup de faveur et servit d'initiation au monde antique à de nombreuses générations de lecteurs, tel Étienne de Jouy qui écrivait : 

« Je me souviens que, dans ma première jeunesse, le livre que j'aimais le plus, après Robinson Crusoé, c'était celui de l'abbé Banier, où il expose, où il explique ces emblèmes ingénieux au moyen desquels les anciens donnaient, en quelque sorte, une âme à tous les êtres, un corps à toutes les pensées. »

L'abbé Banier contribua également à de nombreux mémoires et dissertations à l'Académie royale des inscriptions et belles-lettres, dont il avait été élu membre en 1728.

## Publications
- Explication historique des fables, où l'on découvre leur origine et leur conformité avec l'histoire ancienne (2 volumes, 1711)
- Troisième Voyage du sieur Paul Lucas, fait en 1714, par ordre de Louis XIV dans la Turquie, l'Asie, la Sourie, la Palestine, la Haute et la Basse-Égypte (3 volumes, 1719)
- Supplément à l’Homère de Madame Dacier, contenant la vie d'Homère, par Madame Dacier, avec une dissertation sur la durée du siège de Troie par M. l'abbé Banier (1731)
- La Mythologie et les fables expliquées par l'histoire (3 volumes, 1738-1740)
- Histoire générale des cérémonies religieuses de tous les peuples du monde, représentées en 243 figures dessinées de la main de Bernard Picard ; avec des explications historiques et curieuses par M. l'abbé Banier et par M. l'abbé Le Mascrier (1741)

Traduction
- Ovide : Les Métamorphoses (2 volumes, 1732)